# Гуанин
Гуани́н (Гуа, Gua) — органическое соединение, азотистое основание, аминопроизводное пурина (2-амино-6-оксопурин), является составной частью нуклеиновых кислот. В ДНК при репликации и транскрипции образует три водородных связи с цитозином (Cyt) (комплементарность). Впервые выделен из гуано.

## История
О первом выделении гуанина сообщил в 1844 году немецкий химик Юлиус Унгер (1819—1885), который выделил его из экскрементов морских птиц — гуано, использовавшихся как удобрение. Название вещество получило в 1846 году.
Между 1882 и 1906 годами Эмиль Фишер определил его химическую структуру, а также показал, что гуанин может быть синтезирован из мочевой кислоты.

## Физические свойства
Бесцветный, аморфный кристаллический порошок. Температура плавления 365 °C.
Раствор гуанина в HCl флуоресцирует. В щелочных и кислых средах имеет по два максимума абсорбции (λмакс) в ультрафиолетовом спектре: при 275 и 248 нм (pH 2) и 246 и 273 нм (pH 11).

## Химические свойства
Химическая формула — C5H5N5O, молекулярная масса — 151,15 г/моль. Проявляет основные свойства, pKa1= 3,3; pKa2= 9,2; pKa3=12,3. Реагирует с кислотами и щелочами с образованием солей.
При действии на гуанин HNO2 (азотистой кислоты) образуется ксантин.

### Растворимость
Хорошо растворим в кислотах и щелочах, плохо растворим в эфире, спирте, аммиачных и нейтральных растворах, нерастворим в воде.

#### Качественные реакции
Для определения гуанина его осаждают метафосфорной и пикриновой кислотами, с диазосульфокислотой в растворе Na2CO3 дает красное окрашивание.

## Распространение в природе и значение
Входит в состав нуклеиновых кислот.
Составляет основную массу экскрементов птиц и пауков.
Обладает серебристым цветом и присутствует в качестве пигмента в чешуе многих видов рыб, таких как сельдь, лосось, белоглазка, вобла и многих других, а также в стенках плавательных пузырей глубоководных видов рыб, где микроскопические чешуйки гуанина служат для снижения потерь газа в крови.
Суспензия кальциевой соли гуанина в нитроцеллюлозном лаке называется жемчужным патом и используется в химико-фармацевтической и галантерейной промышленности.